# Andrena rufina
Andrena rufina är en biart som beskrevs av Morawitz 1876. Andrena rufina ingår i släktet sandbin, och familjen grävbin. Inga underarter finns listade i Catalogue of Life.